# Tovmas Tersian

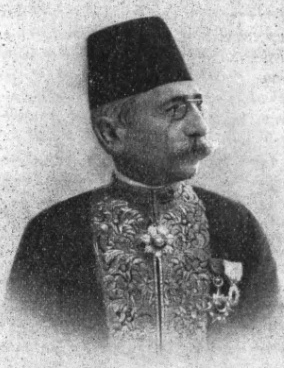
Tovmas Tersian

Tovmas Hagopi Tersian (armenisch Թովմաս Հակոբի Թէրզեան, * 1840 in Konstantinopel, Osmanisches Reich; † 1909) war ein armenischer Dichter, Dramatiker und Lehrer.

## Leben
Tovmas Tersian wurde als Sohn eines griechisch-sprachigen armenischen Vaters und einer italienischen Mutter geboren. Nachdem er die örtliche mechitaristische Schule besucht hatte, ging er zur Murad-Raphaelian-Schule in Venedig auf der Insel San Lazzaro, die er im Jahre 1858 abschloss. Nachdem er nach Istanbul zurückkehrte, unterrichtete er an den Gymnasien Nersesian, Nubar-Shahnazarian und Getronagan. Zu seinen Studenten zählten Retheos Berberian, Minas Tscheras, Yeghia Demirdjibashian, Krikor Zohrab, Eruchan, und zahlreiche andere Schriftsteller und Lehrer. Tersian lernte in der Schule Armenisch, Italienisch, Latein, Griechisch, Türkisch, Französisch und Englisch.

## Werke
Tovmas Tersian ist hauptsächlich wegen seiner Dichtung und seiner Dramen bekannt. Sein wichtigstes Drama war Arschak II. (1871), das lose auf dem Leben des armenischen Königs Arschak II. aus dem 4. Jahrhundert basiert. Das Drama, das sowohl auf Armenisch, als auch auf Italienisch geschrieben wurde, war als Opernlibretto bestimmt. Die Musik für diese Oper wurde von Dikran Tschuchadschjan komponiert, der die italienische Version des Stückes: Arsace II, verwendete.
Tersian sah seine Stücke niemals auf der Bühne, weder in Opernform noch als reines Theaterstück. Die sowjetische Version der Oper Arschak II., die erstmals 1941 auf der Bühne im Opern- und Ballett-Theater Jerewan erschien, war ein Erfolg. Allerdings hatte es abgesehen vom Titel und den Namen einiger Charaktere wenig mit dem ursprünglichen Werk von Tovmas Tersian gemein.